# Vrijstaat Flessenhals
De Vrijstaat Flessenhals (Duits: Freistaat Flaschenhals) was een kortstondige micronatie op de rechteroever van de Rijn, rondom de plaatsjes Lorch en Kaub. Flessenhals bestond tussen 10 januari 1919 en 25 februari 1923. De merkwaardige naam werd gekozen omdat het gebied de vorm van een flessenhals had.

## Ontstaan
Bij de wapenstilstand van 11 november 1918 was een van de voorwaarden dat de linker Rijnoever door de geallieerden zou worden bezet. Op de rechter Rijnoever zouden geallieerde bruggenhoofden komen, en wel in een straal van 30 kilometer rondom Keulen (Verenigd Koninkrijk), Koblenz (Verenigde Staten) en Mainz (Frankrijk). In deze steden zouden bovendien controlecommissies zetelen, die naleving van de wapenstilstandvoorwaarden zouden bewaken.
De bedoeling was dat de bezettingszones op de rechteroever op elkaar zouden aansluiten, maar door een meetfout bleef een langwerpige corridor tussen de Franse en Amerikaanse bezettingszone onbezet. Deze corridor werd echter wel door de bezetting van de rest van Duitsland afgesneden, omdat het achterland gevormd werd door de Taunus, waar geen fatsoenlijke wegen doorheen liepen. De bewoners van het gebied riepen hierop de Vrijstaat Flessenhals uit, en kozen Edmund Pnischeck, de burgemeester van Lorch, tot president.

## Geografie
De Vrijstaat Flessenhals  had de vorm van een flessenhals. Aan de noordwestzijde werd Flessenhals begrensd door de cirkelboog van de Amerikaanse bezettingszone, aan de zuidoostzijde door die van de Franse bezettingszone. In het zuidwesten werd Flessenhals begrensd door de Rijn, in het noordoosten door de Taunus. Flessenhals omvatte voornamelijk het dal van het riviertje de Wisper.

## Dagelijks leven

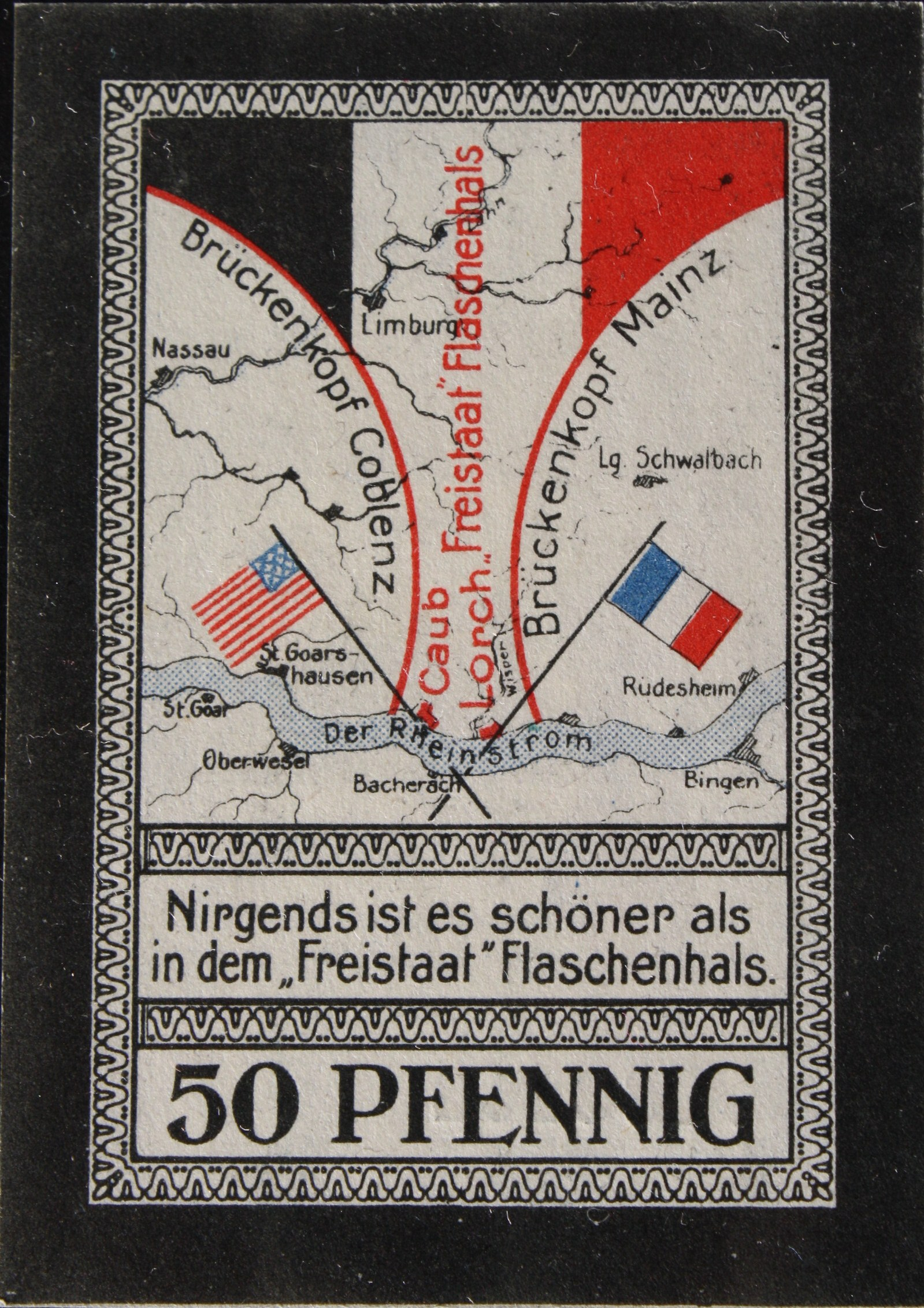
Noodgeld van Flessenhals

Flessenhals bezat vrijwel geen economisch potentieel en was bovendien zeer geïsoleerd. Er leidden nauwelijks wegen naar het gebied, er was geen haven aan de Rijn, luchtverbindingen waren er niet. De Fransen en Amerikanen wilden de gehele Rijnoever bezetten en boycotten Flessenhals, onder andere door treinen te verbieden er te stoppen. Zo hoopten ze dat het ministaatje zich vrijwillig aan de bezetting zou onderwerpen. Uiteraard veroorzaakte dit schaarste in het gebied.
Hierdoor draaide de economie van Flessenhals op smokkel, en dan met name op wijnsmokkel. Wijn uit de bezette gebieden ten westen van de Rijn werd via Flessenhals naar onbezet gebied gesmokkeld en daar verkocht. Eens werd een trein, geladen met kolen uit het Ruhrgebied, bestemd voor herstelbetalingen aan Italië, van de Fransen gekaapt in het nabijgelegen Rüdesheim, en naar Flessenhals gebracht. De kolen werden verdeeld onder de bevolking, zodat ze hun huizen konden verwarmen.
Verder probeerde Pnischeck ervoor te zorgen dat zijn landje door de eigen bevolking en internationale gemeenschap serieus werd genomen. Zo werd een eigen valuta ingevoerd (de vrijstaatthaler), en werden postzegels uitgegeven. Flessenhals had een lokale vertegenwoordiging in Mainz ten behoeve van de wijnverkoop, en er bestonden zelfs plannen voor een officiële ambassade in Berlijn.

## Einde

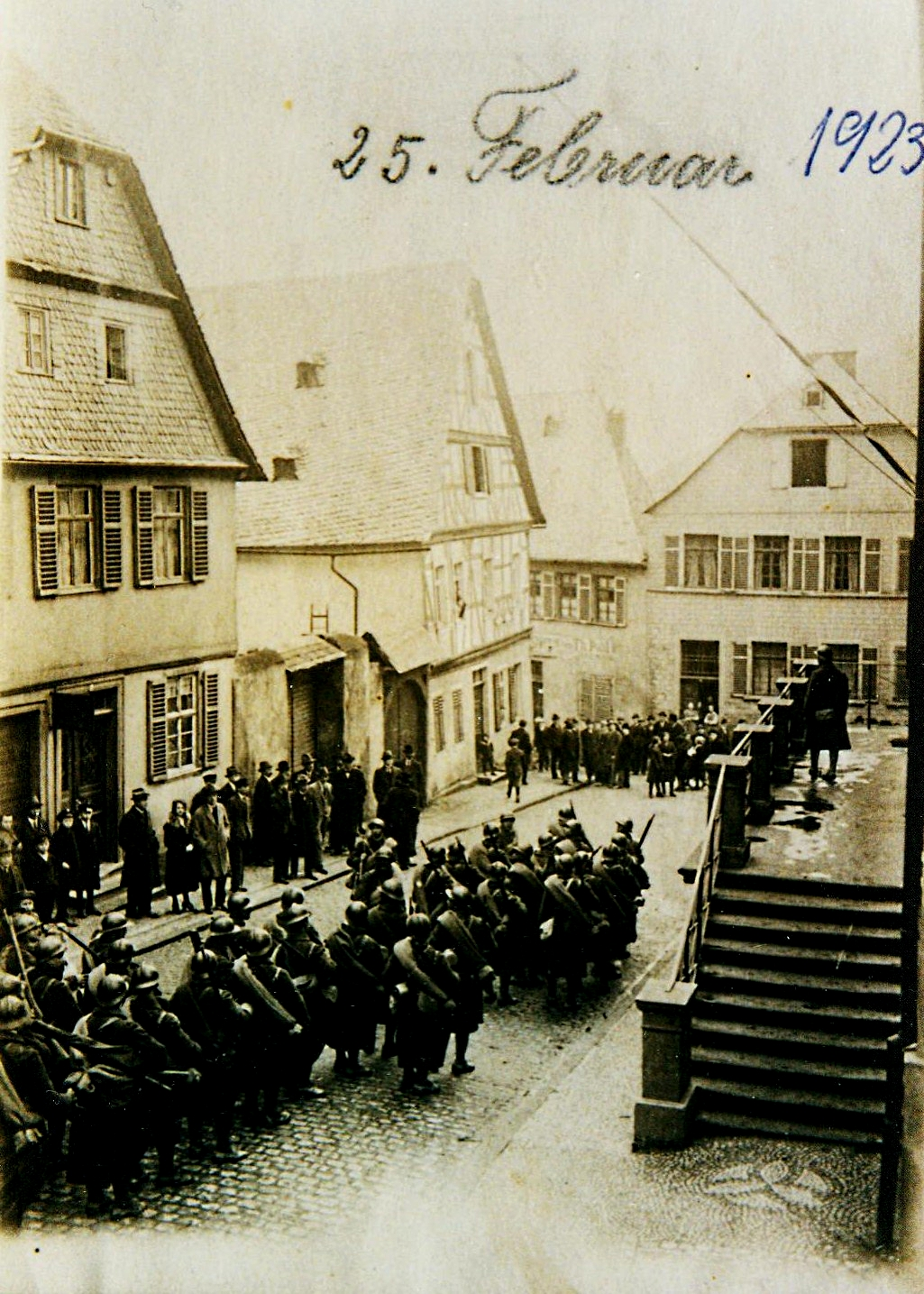
De bezetting van het marktplein van Lorch door Marokkaanse hulptroepen van het Franse leger op zondag 25 februari 1923 markeert het einde van de Vrijstaat Flessenhals.

Het einde van Flessenhals kwam toen in februari 1923 de Fransen het Ruhrgebied bezetten om naleving van het Verdrag van Versailles af te dwingen. De Fransen grepen tegelijkertijd de kans aan om met het eigenzinnige Duitse ministaatje af te rekenen. Flessenhals werd eveneens bezet. Het ministaatje kon zich weliswaar niet verdedigen, maar de bewoners pleegden evenals in het Ruhrgebied passieve weerstand. Ten gevolge hiervan werd Pnischeck korte tijd vastgezet door de Fransen.

## Nadien
In 1924 trokken de Fransen terug, maar is geen poging gedaan de Vrijstaat Flessenhals nieuw leven in te blazen. Het gebied viel terug aan de Pruisische provincie Hessen-Nassau.
Heden ten dage wordt de geschiedenis van de vrijstaat vooral gebruikt als toeristische attractie. Wijn die ten behoeve van de smokkel destijds in de wijnkelders van Lorch was opgeslagen, is heden ten dage zeer veel geld waard. Ditzelfde geldt voor de uitgegeven postzegels, die voor filatelisten geliefde verzamelobjecten zijn. Ook zijn omwille van de symbolische waarde een aantal zilveren vrijstaatthalermunten geslagen. De vrijstaatthaler die tijdens het bestaan van de vrijstaat in omloop was werd namelijk slechts in bankbiljetten uitgegeven.